# Les Mystères de la jungle noire
À ne pas confondre avec le film Le Mystère de la jungle noire.
Les Mystères de la jungle noire (I misteri della giungla nera) est une mini-série télévisée en trois épisodes de 1990, réalisée par Kevin Connor. Il s'agit d'une adaptation du roman de Emilio Salgari.

## Synopsis
Dans l'Inde britannique, le jeune prince Tremal Naik, seul survivant de l'assassinat de sa famille, est recueilli et élevé par le guerrier Kammamuri.
Six ans plus tard, Sara Corishant accompagnée de ses deux filles, Deborah et Ada, rejoint en Inde son époux, le Colonel Corishant.
Sa plus jeune fille est bientôt enlevée par une secte dirigée par le maharadjah Mohan Singh.

## Distribution
- Stacy Keach (VF : Serge Sauvion) : Colonel Edward Corishant
- Virna Lisi : Sara Corishant
- Gabrielle Anwar : Ada Corishant
- Cornelia Hayes O'Herlihy : Deborah Corishant
- Amerjit Deu : Tremal Naik
- Kabir Bedi (VF : Jean-Claude Michel) : Kammamuri
- Derrick Branche : Marajah Mohan Singh
- Günther Maria Halmer : Stefan Krüger, médecin
- John Rhys-Davies : Sergent O'Connor
- Anthony Calf : Richard Plant
- Ayesha Dharker : Mirah
- Ennio Fantastichini : Farah
- Jessica Marshall-Gardiner : Deborah Corishant enfant
- Sophie Renoir : Sonali
- Mac Mohan : Karni
- Bob Christo : Thug